# Dexia

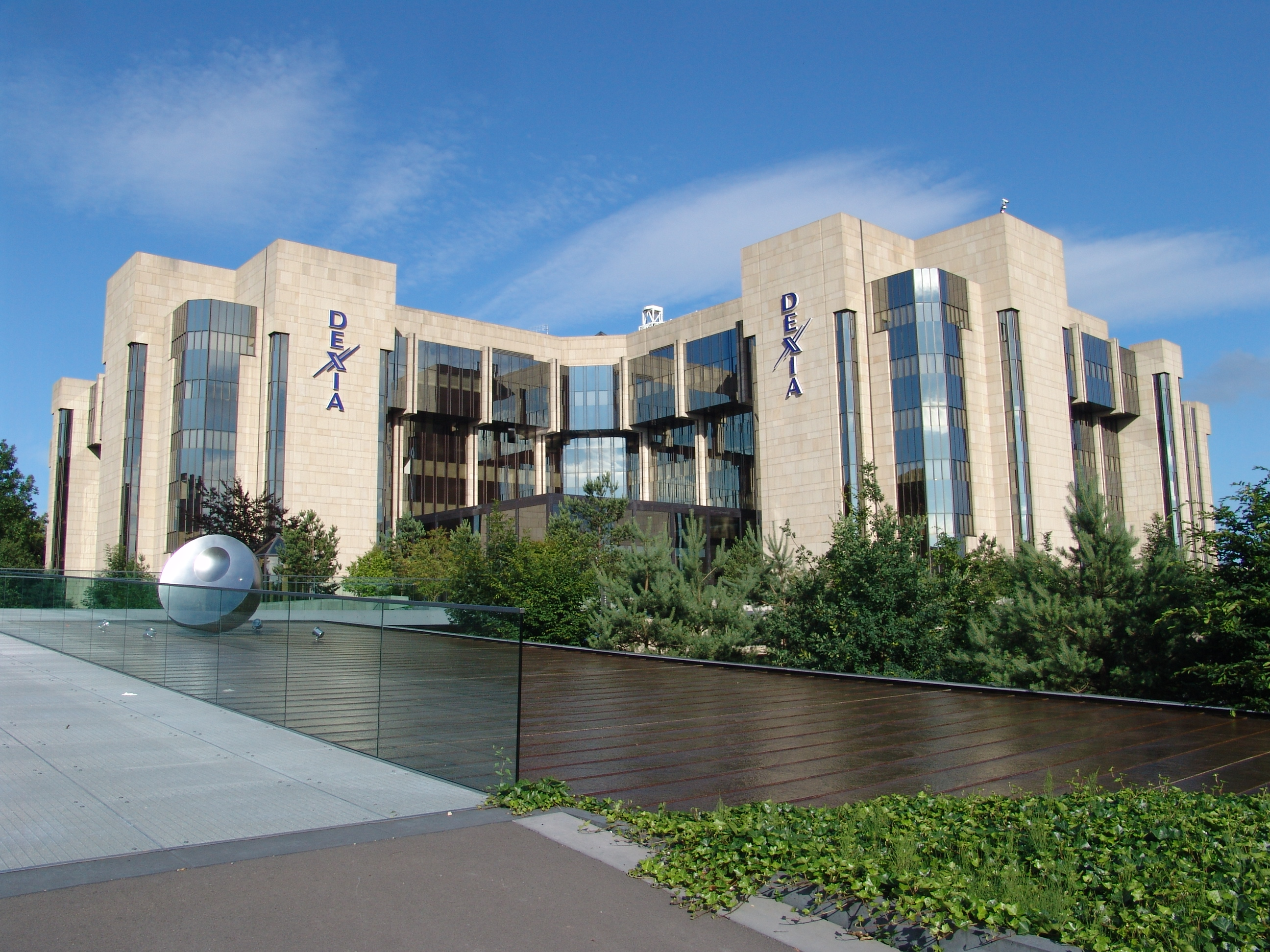
Dexia Luxemburg

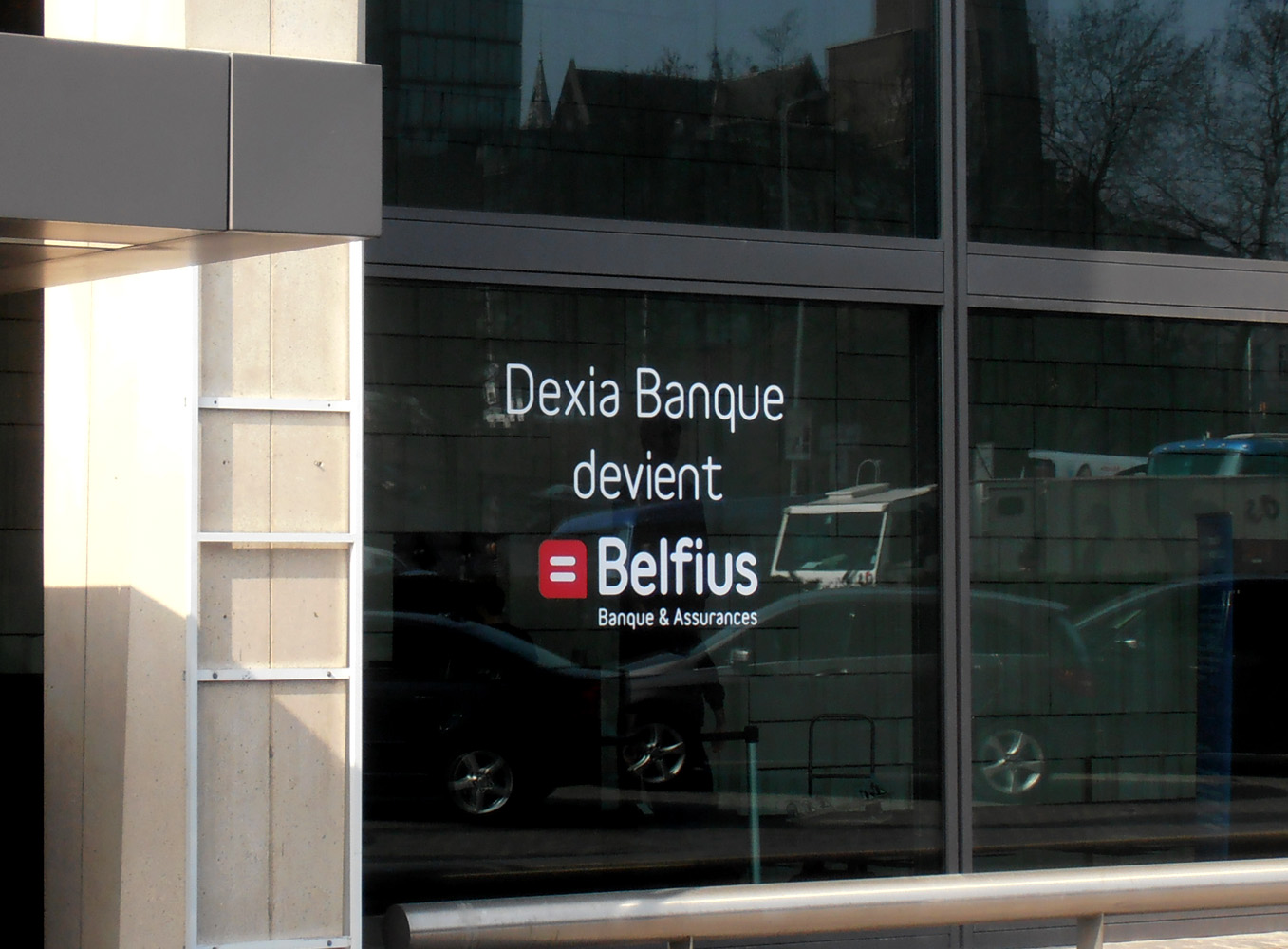
Dexia Bank wordt Belfius, 2012

Dexia is een Belgisch-Franse financiële instelling. De onderneming was in 1996 ontstaan door de fusie van het Gemeentekrediet van België en Crédit local de France.
Dexia Holding, de moederonderneming van de Groep, is een naamloze vennootschap en financiële maatschappij naar Belgisch recht. Dexia heeft geen commerciële activiteiten meer en wijdt zich nu volop aan het beheer in afbouw van zijn activaportefeuille. Per 31 december 2023 telde het 494 medewerkers waarvan meer dan de helft in Frankrijk. Dexia Crédit Local is de belangrijkste operationele entiteit van de Groep. Het is gevestigd in Frankrijk en is nog in een aantal andere landen actief.
Het was een grote speler op de wereldmarkt van overheidskredieten en actief als retailbank en in verzekeringen. De hoofdzetel was gevestigd in Sint-Joost-ten-Node (Brussel). De bank kwam in 2011 zwaar in de problemen als gevolg van de Europese staatsschuldencrisis en werd in datzelfde jaar ontmanteld. Het gezonde onderdeel Belfius, de vroegere Dexia Bank België, werd in oktober 2011 voor 4 miljard euro verkocht aan de Federale Participatie- en Investeringsmaatschappij, die het centraal beheer van de participaties van de Belgische federale overheid verzorgt. De Belgische en Franse Staat hebben 99,59% van de aandelen van de Groep in handen. De overige 0,41% zijn in handen van individuele en institutionele beleggers in de vorm van aandelen op naam.

## Activiteiten
Door de ontmanteling van Dexia Groep zijn verschillende dochterbedrijven verkocht, wat leidde tot een afbouw van activiteiten. Dexia Crédit Local is de belangrijkste operationele entiteit van de Groep. Het is gevestigd in Frankrijk en is internationaal aanwezig in Ierland, de Verenigde Staten, Duitsland en Italië.

## Geschiedenis

### België: Gemeentekrediet van België
- 1860: Stichting van de Naamloze Vennootschap Het Gemeentekrediet van België, specifiek gericht op het financieren van de investeringen van de lokale besturen. De gemeenten zijn tevens aandeelhouders, en nemen aandelen in ter waarde van minstens 5% van de ontleende bedragen.
- 1947: Ontwikkeling van een agentschapsnet dat bij het grote publiek spaargelden moet ophalen via spaarboekjes. Vanaf 1960 krijgen de agentschappen een zelfstandig karakter, waardoor een meer uitgebreid gamma aan diensten en producten kan worden aangeboden, en zo een blijvende relatie met particuliere klanten kan worden opgebouwd.
- 1990: Begin van de internationale expansie van de bank met de creatie van de Cregem International Bank in het Groothertogdom Luxemburg, gespecialiseerd in beheer van grote vermogens.
- 1991: Het Gemeentekrediet bouwt zijn internationale expansie verder uit met een participatie van 25% in de Banque internationale à Luxembourg (BIL), grootste bank van het Groothertogdom Luxemburg. Begin 1992, groeit de participatie in het kapitaal van de BIL tot 51%.
- 2012 - De bank wordt wegens financiële problemen overgenomen door de Belgische en Franse overheden. Het gedeelte dat door de Belgische staat werd overgenomen kostte € 4 miljard. De Belgische staat hernoemde het gedeelte dat ze gekocht had op 1 maart 2012 naar Belfius.

### Frankrijk:Crédit local de France
- 1987: Stichting van de Crédit local de France als opvolger van de Caisse d'aide à l'équipement des collectivités locales (CAECL), een openbare administratieve instelling, beheerd door de Caisse des dépôts et consignations. Het Crédit local de France moest een gespecialiseerde financiële instelling zijn die aan de noden van lokale besturen zal kunnen beantwoorden, die immers belangrijke economische spelers zijn geworden en evenveel als bedrijven een beroep doen op producten en diensten uit de financiële markten.
- 1990: De Crédit local de France begint een internationale expansie met de opening van een Amerikaans filiaal, CLF New York Agency. Met het oog op eenzelfde ontwikkeling in Europa wordt CLF hoofdzakelijk actief in Groot-Brittannië, Spanje, Duitsland en Italië; bijkomende activiteiten worden opgestart in Oostenrijk, Scandinavië, en Portugal.
- 1991: De Crédit local de France wordt geïntroduceerd op de beurs. De aandeelhouders worden zo de Franse staat (25,5%), de Caisse des dépôts et consignations (25%), en particuliere investeerders uit binnen- en buitenland (49,5%).

### Dexia: de Groep[1]
Dexia's hoofdactiviteiten waren kredietverstrekking aan de publieke sector (alle niveaus van overheden), financiële dienstverlening aan particulieren en bedrijven (retail en commerciële bank), portefeuillebeheer (asset management), en verzekeringen. Het bedrijf had de ambitie een van de grootste spelers van de wereld in het financieren van de publieke sector te worden. In vooral België, Frankrijk en Turkije functioneerde het ook als detailbank voor particulieren, in Luxemburg als vermogensbeheerder (Dexia Banque internationale à Luxembourg).
In de lijst van Fortune (2010) stond Dexia gerangschikt als 49ste bedrijf, het eerste Belgische bedrijf.
- 1996: Het Gemeentekrediet van België en het Crédit local de France fuseren.
- 1997: Dexia neemt een participatie van 40% in het Italiaanse Crediop, de grootste privé bank gespecialiseerd in kredieten aan de Italiaanse lokale besturen.
- 1998: De participatie in Crediop wordt verhoogd tot 60%.
- 1999: In november komt Dexia op de beurs met een koers van € 6,86. In België wordt het aandeel opgenomen in de BEL20, in Frankrijk in de CAC 40. De groep breidt haar verzekeringsactiviteiten uit in Frankrijk, België, en Duitsland.
- 2000: Verwerving van Financial Security Assurance (FSA) in de Verenigde Staten, een grote speler inzake credit enhancement voor gemeenteobligaties. Dexia wordt zo wereldleider op de markt van financiële dienstverlening aan de publieke sector. Ook in bijna alle Europese landen is de onderneming daarin actief. Begin van een jaarlijkse gereserveerde kapitaalverhoging waarop het personeel van Dexia kan inschrijven.
- 2001: Overname van Artesia Banking Corporation, een bankgroep met activiteiten als retail bank (BACOB), verzekeringen (DVV) en vermogensbeheer (Cordius). De participatie in Crediop wordt op 70% gebracht, en Dexia verwerft de controle over Otzar Hashilton Hamekomi, een Israëlische kredietverstrekker aan lokale overheden.
- 2002: Integratie van het kantorennet van Artesia in België.
- 2006: Verwerving van Denizbank (Turkije).
- 2012: Verkoop DenizBank aan Sberbank voor ruim US$ 3 miljard.[3]
- 2018: Verkoop Dexia Bank Israel (Israel).

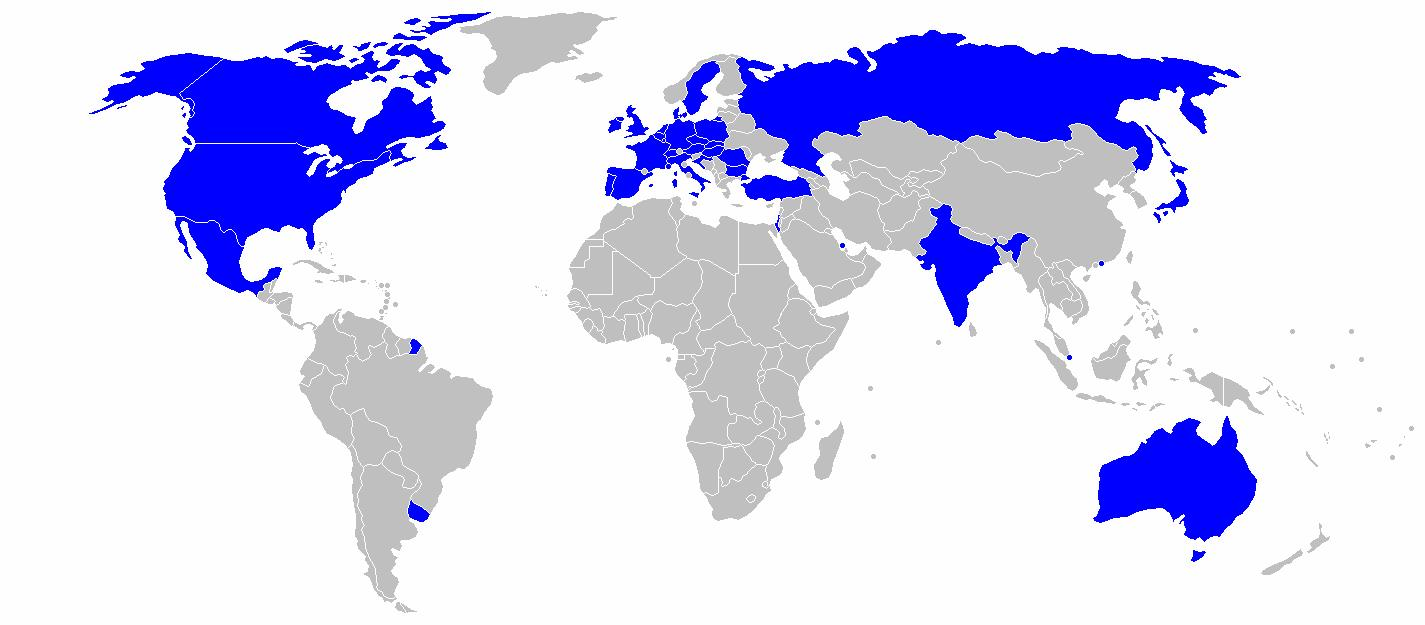
Dexia wereldwijd

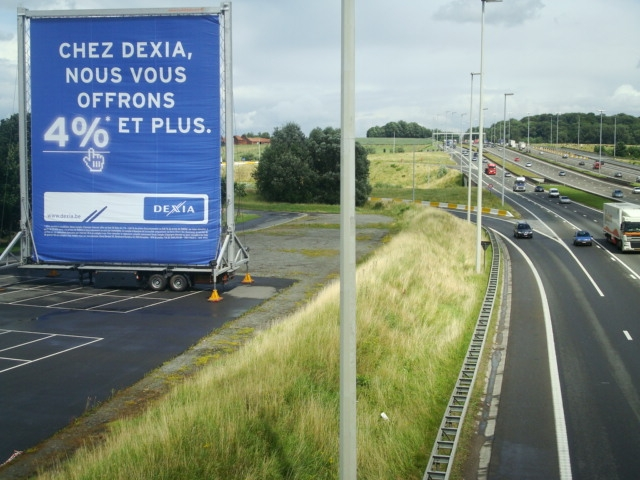
Skyboard Mediafield Campagne Dexia België, juli 2008

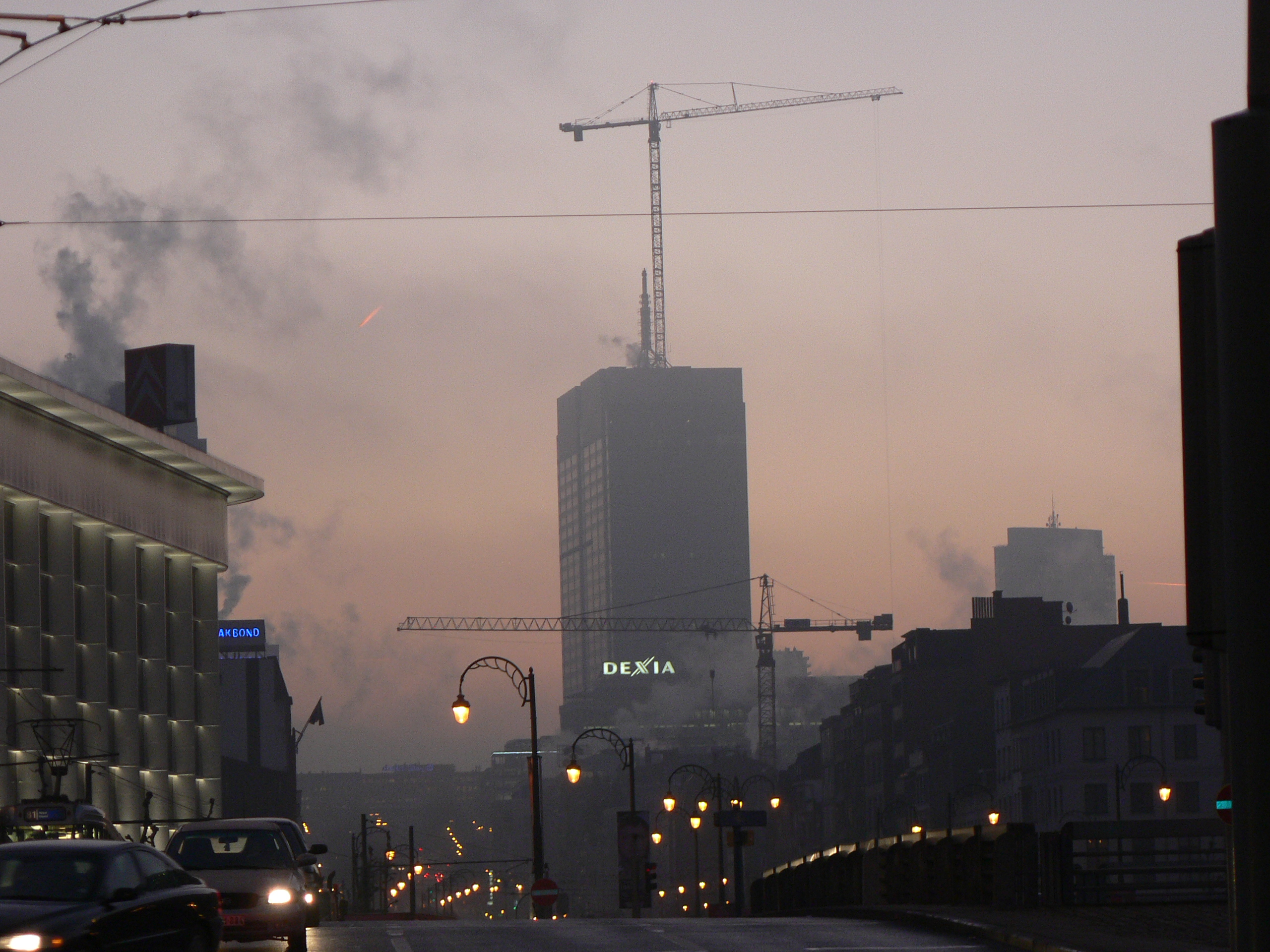
De Rogiertoren in 2007

## Dieptepunten

### Crisis 2008/2009
Op 29 september 2008 kwam Dexia onder druk tijdens de crisis in de banksector. Andere banken en financiële instellingen wantrouwden de groep vooral omwille van mogelijke verliezen bij FSA, en weigerden nog kredieten te verstrekken. De beurskoers, die in de voorbij jaren boven de € 20 had gestaan maar geleidelijk was teruggezakt tot ongeveer € 10, verzwakte op één dag tot € 6,62.
De dag nadien verlaagde het rating agentschap Moody's de quotering van Dexia's langetermijnkredieten en deposito's van Aa1 naar Aa3, en verlaagt het de individuele sterkte van de bank naar C- ("adequate intrinsieke financiële sterkte") met negatieve verwachtingen.
Dexia zag zich hierna snel genoodzaakt staatssteun aan te vragen. Deze kwam er binnen enkele dagen, en nam twee vormen aan:
- een kapitaalverhoging van € 6,4 miljard:
  - € 3 miljard door de Belgische aandeelhouders en de Belgische overheden
  - € 3 miljard door de Franse overheid en de Caisse des Dépôts et Consignations
  - € 376 miljoen door de Luxemburgse overheid
- en (effectief vanaf 31 oktober 2008) een staatswaarborg[6] die de verbintenissen van Dexia dekte ten aanzien van kredietinstellingen en institutionele tegenpartijen voor een totaalbedrag van maximaal € 150 miljard.
  - België neemt 60,5% van de waarborg voor zijn rekening
  - Frankrijk draagt 36,5% bij
  - Luxemburg doet een inspanning van 3%.

De steun van de drie staten gebeurde door in te tekenen op nieuwe aandelen:
- dit extra kapitaal werd geplaatst aan € 9,90 per aandeel
- voor de staatswaarborg diende Dexia een maandelijkse fee te betalen, die aan de drie staten werd uitgekeerd in proportie van hun aandeel in de waarborg. In 2009 betaalde Dexia een fee van 0,5% op de gewaarborgde kredieten met een looptijd kleiner dan 1 jaar, en 0,865% op de kredieten van langer dan 1 jaar. De waarborg was oorspronkelijk voorzien om af te lopen in november 2010, maar werd verlengd tot 31 oktober 2011.

Op 30 september 2008 namen de twee belangrijkste leidinggevenden, Pierre Richard (Frankrijk) en Axel Miller (België) ontslag. Op 7 oktober 2008 werden ze vervangen door Jean-Luc Dehaene en Pierre Mariani.
Eind 2008 ging Dexia over tot de verkoop van de gezonde delen van FSA, de marktenzaal in Parijs werd opgedoekt, en Dexia was voortaan niet langer voor eigen rekening actief in de financiële markten.
Het wantrouwen op de financiële markten bleef echter, wegens de verliezen die nog konden volgen op de resterende FSA portefeuille. Op 19 januari 2009 verlaagde Moody's de rating voor de langetermijnverplichtingen en de deposito's van de drie bankonderdelen van Dexia, Dexia Credit Local, Dexia Bank Belgium en Dexia Banque internationale à Luxembourg, dan ook van Aa3 naar A1. Verder liet het ratingbureau ook zijn Bank Financial Strength Rating voor de drie bankonderdelen zakken van C- naar D+.
Op 20 februari 2009, zakte de beurskoers verder tot € 1,85, een verlies van meer dan 90% binnen één jaar; op 5 maart 2009 bereikt de koers een dieptepunt, met € 1,21 euro. Een saneringsplan werd aangekondigd, waarvan de essentie was dat Dexia zich opnieuw hoofdzakelijk zou concentreren op haar kernactiviteiten, en risico's zou vermijden op de financiële markten. In totaal werden 1500 jobs geschrapt, waarvan ruim de helft in België, 260 in Frankrijk, en de rest wereldwijd. De rest van 2009 zou de koers meestal schommelen tussen € 4 en € 7,50.
Het door de staatsborg gedekte bedrag varieerde uiteraard dagelijks in functie van de leningen die Dexia aanging op de financiële markten. Het piekte midden 2009 rond de € 100 miljard, maar eind 2009 was dit bedrag al gehalveerd; wat aangaf dat het wantrouwen van andere banken al dusdanig geminderd was dat ook niet gewaarborgde leningen (via commercial paper en obligaties) mogelijk waren voor Dexia.

### Verliezen
Het jaarverslag van 2008 van Dexia vermeldde onder meer volgende verliesposten:
- 1,4 miljard euro verlies door de verkoop van FSA;
- 600 miljoen euro verlies op beleggingsportefeuilles;
- 800 miljoen euro verlies op tegenpartijen (waaronder Lehmann Brothers, IJslandse banken, en Washington Mutual).

Volgens het financiële dienstverleningsbedrijf Bloomberg L.P. verloor Dexia € 78 miljoen door de Ponzifraude van Bernard Madoff.

### 2010: afslanken en heroriënteren[8]
Op 6 februari 2010 kon Dexia melden dat de Europese Commissie onder een aantal voorwaarden akkoord ging met het herstructureringsplan dat vereist was om de overheidssteun aan Dexia te verantwoorden en concurrentievervalsing tegen te gaan:
- Een aantal overnames moest ongedaan worden (Dexia Crediop, Dexia Sabadell and Dexia Banka Slovensko) maar de bankactiviteiten in Turkije, waarvan Dexia veel van verwachtte, konden doorgaan.
- Midden 2010 moest de staatsgarantie gestopt worden.
- In totaal moest Dexia tegen 2014 met één derde afslanken.

De klassieke kantoor (retail) activiteiten leverden in 2010 opnieuw een groter aandeel in de inkomsten op; naast België, en Frankrijk werd vooral Turkije op dit gebied beloftevol. In die mate zelfs dat men voorspelde dat tegen 2014 de helft van het personeel in Turkije zou werken. Tegelijkertijd werden de uitgaande cashflows beperkt door een inkrimping van de obligatieportefeuille; zelfs met verlies indien nodig, wat grotendeels de mindere resultaten van 2010 verklaarde.
Meer binnenkomende fondsen uit spaarboekjes van privé-cliënteel en minder uitgaand kapitaal via obligaties en leningen aan de publieke sector betekenden dat Dexia zich al iets minder zorgen hoefde te maken over voldoende funding op korte termijn. Dat Dexia internationaal opnieuw meer vertrouwen genoot bleek in 2010 bovendien uit de vervroegde stopzetting van de staatswaarborg.
In september 2010 stapte Dexia uit de CAC 40.

### 2011

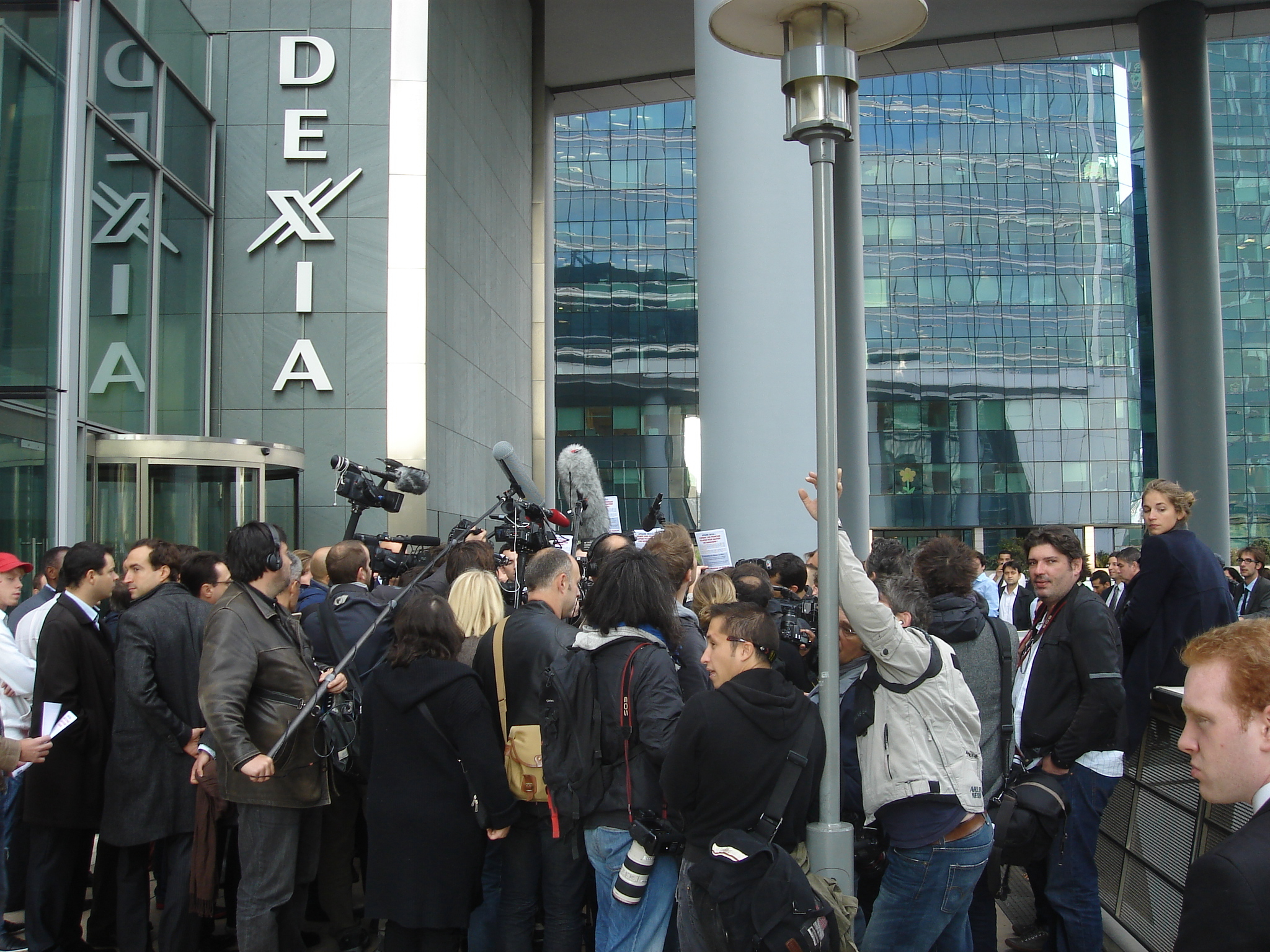
Een persconferentie met Marine Le Pen

Dexia en La Banque Postale, de bankdochter van de Franse post, kwamen in januari 2011 tot een akkoord over een financiering van Dexia ter waarde van € 3 miljard, in de vorm van obligaties met onderpand ('covered bonds'). Voor La Banque Postale een belegging aan marktvoorwaarden en voor Dexia een extra bron van liquide middelen.
Er verschenen berichten over meningsverschillen aan de top bij Dexia. Met name over spanningen tussen Belgische bestuurders en de Franse CEO, Pierre Mariani, betreffende enerzijds de verlieslatende beleggingen die vooral in de Franse afdeling van Dexia waren aangegaan, en de vooral in België aanwezige liquide middelen anderzijds.

#### Stresstest
Dexia slaagde in juli 2011 voor de stresstest van de European Banking Authority, wat impliceerde dat de bank een zeer goede kans maakte de actuele en toekomstige crises te doorstaan.

#### Vertrek Stefaan Decraene
Op 5 september 2011 werd bekendgemaakt dat Stefaan Decraene, lid van het directiecomité van Dexia NV en voorzitter van het directiecomité Dexia Bank België, beslist had de groep te verlaten voor een internationale functie in een andere bank (BNP Paribas). Jos Clijsters, die reeds raadgever was van het directiecomité van Dexia NV, werd benoemd tot nieuwe voorzitter van het directiecomité van Dexia Bank België.

#### Nationalisering
Op vrijdag 4 oktober 2011 haalden klanten na negatieve berichten in één dag € 300 miljoen van de bank. In reactie op de berichtgeving gaven de Belgische en Franse regeringen aan garant te staan voor Dexia Bank België NV en Dexia NV op te splitsen om gezonde delen te redden en de risico's te isoleren.
Om een verdere instorting van Dexia Bank België NV te vermijden door een bankrun na het weekend, besliste de Belgische Regering in lopende zaken (onder leiding van premier Yves Leterme en minister van financiën Didier Reynders) dat het nodig was om het geld van de spaarders en de jobs van de Dexia-werknemers te beschermen door de Belgische poot van de Dexia-groep, Dexia Bank België NV, te nationaliseren op zondag 6 oktober 2011. Dit kostte de Belgische staat een bedrag van € 3,73 miljard (4 miljard koopprijs minus 270 miljoen terugbetaling). Dit geld kwam terecht in de bodemloze put van de restbank. Tegelijk maakten Frankrijk en België een akkoord over een staatswaarborg voor de "toxische activa" in de restbank, ter waarde van € 90 miljard, waarvan 60,5% ofwel € 54,45 miljard door België wordt gedragen. Dit bedrag vertegenwoordigt ongeveer 15% van het Belgisch bbp.
Begin 2012 blijft van Dexia zo goed als niets meer over, integendeel, de onderneming is na vier dure reddingsoperaties nog steeds structureel verlieslatend. De gouverneur van de Nationale Bank van België, Luc Coene, schat dat een slechte ontmanteling van Dexia de Belgische staatsschuld met € 125 miljard kan vergroten, een derde van de huidige staatsschuld. Volgens oud-werknemer Bernhard Ardaen zal een ongewijzigd beleid bij Dexia de Belgische belastingbetaler € 3 miljard per jaar kosten, meer dan 10 jaar lang.

### 2023

#### Banklicentie
Hoewel Dexia in Frankrijk geen bankactiviteiten meer ontplooide, had Dexia nog wel een banklicentie. Aan deze licentie waren hoge kosten verbonden en in de zomer van 2023 diende Dexia een verzoek om die licentie in te laten trekken. Vanaf januari 2024 heeft Dexia geen banklicentie meer.

## Cijfers

### Beurs
Aandelen Dexia worden verhandeld op aandelenbeurzen in Brussel, Parijs en Luxemburg. Het aandeel Dexia was tot 19 maart 2012 opgenomen in de BEL 20, in de CAC 40 tot 20 september 2010.
| jaar | beurskoers op 31/12 |
| ---- | ------------------- |
| 2001 | € 15,8              |
| 2002 | € 11,9              |
| 2003 | € 13,7              |
| 2004 | € 16,9              |
| 2005 | € 19,5              |
| 2006 | € 20,8              |
| 2007 | € 17,0              |
| 2008 | € 3,2               |
| 2009 | € 4,5               |
| 2010 | € 2,6               |

### Resultaten[23][24]
| jaar | omzet           | winst / verlies  |
| ---- | --------------- | ---------------- |
| 2005 | € 5.976 miljoen | € 2.038 miljoen  |
| 2006 | € 7.012 miljoen | € 2.750 miljoen  |
| 2007 | € 6.896 miljoen | € 2.533 miljoen  |
| 2008 | € 3.556 miljoen | € −3.326 miljoen |
| 2009 | € 6.163 miljoen | € 1.010 miljoen  |
| 2010 | € 5.310 miljoen | € 723 miljoen    |

### Kapitaalstructuur
| Aandeelhouders                                | % 2011 | % 2012 |
| --------------------------------------------- | ------ | ------ |
| Institutionele en particuliere aandeelhouders | 26,7   | 28,2   |
| Caisse des Dépôts et Consignations            | 17,6   | 17,6   |
| Gemeentelijke Holding                         | 14,1   | 14,1   |
| Groep Arco (ACW)                              | 13,9   | 13,8   |
| Franse Staat                                  | 5,7    | 5,7    |
| Belgische Federale Staat                      | 5,7    | 5,7    |
| Drie Belgische Gewesten                       | 5,7    | 5,7    |
| Ethias                                        | 5,0    | 5,0    |
| CNP Assurances                                | 3,0    | 3,0    |
| Aandeelhouderschap medewerkers                | 2,6    | 1,1    |